# Per Hætta
Per Henriksen Hætta, född den 30 april 1912 i Karasjok i Norge, död 28 juni 1967 i Tromsø, var en norsk konstnär och konsthantverkare.
Per Hætta var son till renskötaren Henrik Hætta (1885–1950) och Anna, född Sara (1881–1957), som ursprungligen kom från Kautokeino. Han var äldsta barnet och hade en bror och två systrar. Familjen hade sommarbete på Márrenjárga i Måsøy kommun och vinterbete söder om Karasjok.
Per Hætta fick vid åtta års ålder tuberkulos i höften och tillbringade över nio år på sjukhus i Vadsø. Han fick motsvarande tre års folkskoleutbildning och studerade senare under ett halvår på handelsskola i Harstad. Han arbetade under många år som renskötare, men sviktande hälsa gjorde att han från 1941 var fast boende i Karasjok och livnärde sig på konsthantverk.
Han arbetade som duodjisnidare i horn, valtänder, ben och trä utgående från traditionella samiska motiv. Han tecknade också samt målade akvareller. Periodvis var han lärare i sameslöjd på Samisk folkehøgskole i Karasjok och vid de praktiska realskolorna i Karasjok och Polmak.
Per Hætta var ofta tolk och sekreterare och var ledamot i Karasjoks kommunstyrelse i tre perioder och också i skolstyrelsen i två perioder. Han var engagerad i tillkomsten av ett samiskt museum i Karasjok.
Han gifte sig 1939 med Berit Kirsten Klemetsdatter Buen (1910–89).